# Calophyllum humbertii
Calophyllum humbertii är en tvåhjärtbladig växtart som beskrevs av P.F. Stevens. Calophyllum humbertii ingår i släktet Calophyllum och familjen Calophyllaceae. Inga underarter finns listade i Catalogue of Life.